# Martina Pointner

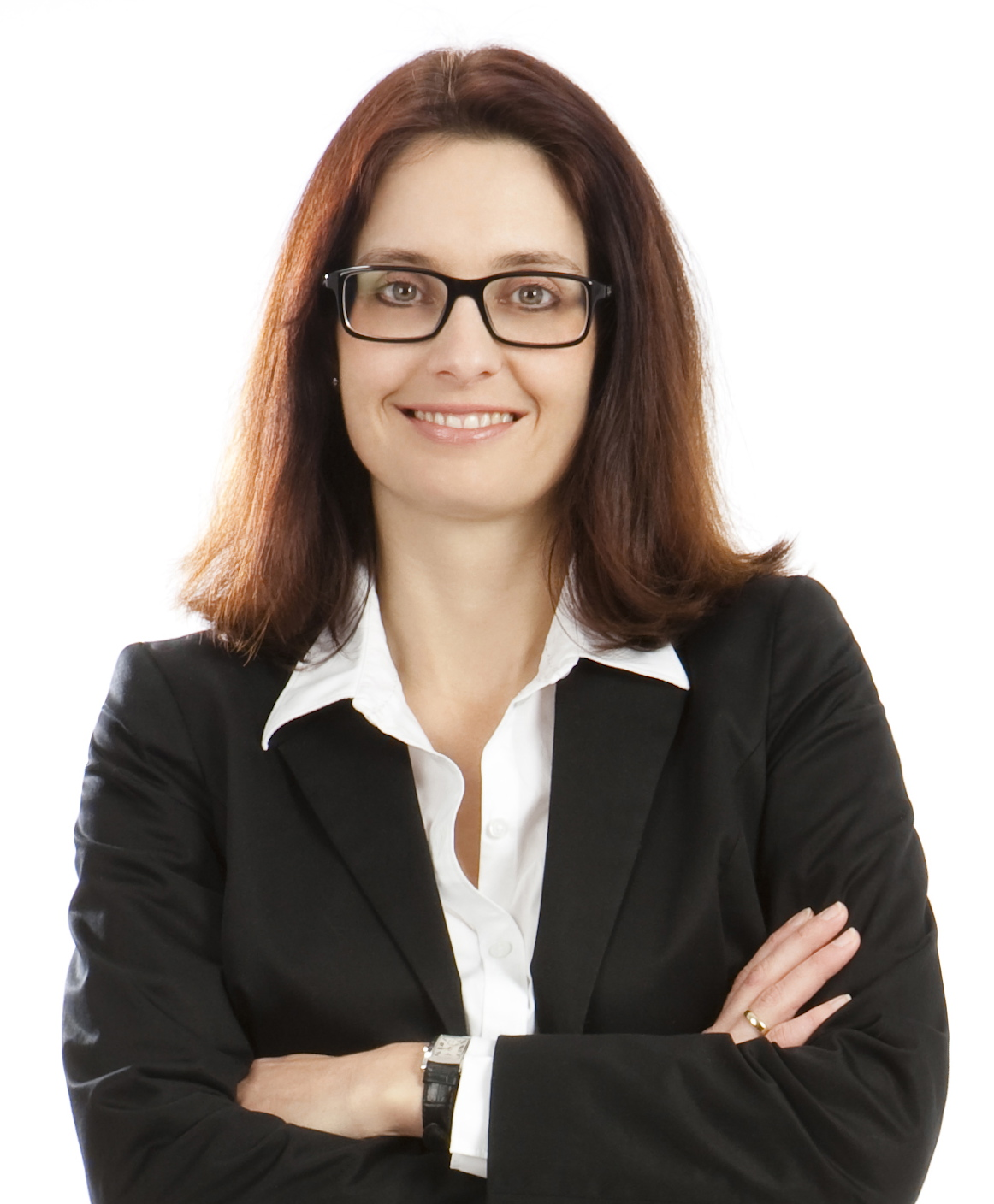
Martina Pointner (2012)

Martina Verena Pointner (* 16. Juli 1973 in Feldkirch als Martina Verena Hofner) ist eine ehemalige österreichische Politikerin (NEOS) und Kommunikationsberaterin. Pointner war von 2014 bis 2017 Abgeordnete zum Vorarlberger Landtag.

## Beruf und Ausbildung
Martina Pointner wurde am 16. Juli 1973 als Tochter des Marketingberaters Kurt Hofner und dessen Gattin Elsbeth in Feldkirch geboren und wuchs im liechtensteinischen Hauptort Vaduz auf. Von 1980 bis 1985 besuchte sie die Volksschule in Vaduz, von 1985 bis 1993 das Liechtensteinische Gymnasium, wo sie 1993 die Matura ablegte. Von 1993 bis 1998 studierte Pointner in der Folge an der Universität Innsbruck Germanistik und ein Fächerbündel. 1998 erfolgte an der Universität Innsbruck schließlich die Sponsion zur Magistra philosophiae (Mag.phil.).
Beruflich wurde Martina Pointner im Anschluss an ihr Studium zunächst in mehreren Werbeagenturen in Vorarlberg tätig, ehe sie sich im Jahr 2002 gemeinsam mit ihrer Kollegin Angelika Böhler selbständig machte und ein gemeinsames Unternehmensberatungsunternehmen eröffnete. Im Jahr 2008 trennten sich die Wege von Pointner und Böhler kurzzeitig wieder, als Martina Pointner hauptberuflich die Unternehmenskommunikation für die Vorarlberger Krankenhaus-Betriebsgesellschaft, die landeseigene Holding der Landeskrankenhäuser in Vorarlberg, übernahm. In dieser Zeit absolvierte Pointner auch eine Weiterbildung im Bereich Spitalsmanagement in St. Pölten.
2012 gründete sie abermals mit Angelika Böhler gemeinsam die böhler+pointner Kommunikationsberatung. Bereits im November 2013 schieden sich die Wege allerdings abermals und Martina Pointner eröffnete selbständig ein eigenes Kommunikationsberatungsunternehmen, dessen Geschäftsführung sie in weiterer Folge betrieb. Nach ihrem Ausscheiden aus dem Landtag mit Ende August 2017 übernahm Pointner freiberuflich die Kommunikationsagenden der Liechtensteinischen Privatklinik Medicnova.

## Politische Karriere
Im Vorfeld der Landtagswahl in Vorarlberg 2014 kandidierte sie intern bei den NEOS für einen Listenplatz und wurde gemeinsam mit NEOS-Landessprecherin Sabine Scheffknecht zur Spitzenkandidatin für die Landtagswahl gekürt. Bei der Wahl selbst erreichte Pointner ein Mandat über die NEOS-Landesliste und wurde somit am 15. Oktober 2014 erstmals als Abgeordnete im Vorarlberger Landtag angelobt.
Im Landtag der 30. Legislaturperiode war Pointner eine von zwei Abgeordneten der NEOS und somit ohne Klubangehörigkeit, da die Bildung eines Landtagsklubs drei Abgeordnete vorausgesetzt hätte. Für die Fraktion der NEOS war sie Bereichssprecherin für Sport, Kultur, Senioren, Landwirtschaft, Gesundheit, Integration, Schule und Bildung, Frauen, Tierschutz, Familie, Soziales, Behindertenwesen, Pflege, Wohnen, Jagd & Forstwirtschaft, Jugend, Umwelt und Wasser.
Anfang Juni 2017 gab Pointner bekannt, dass sie mit Ende August das Landtagsmandat zurücklegen und in die Privatwirtschaft zurückkehren werde. Der Mandatsverzicht wurde wirksam mit der Übergabe der Verzichtserklärung an die Landeswahlbehörde am 7. September 2017. Ihr Nachfolger im Landtag wurde Daniel Matt, der Listenplatzdritte auf der NEOS-Landesliste bei der Landtagswahl 2014.

## Privatleben
Martina Pointner ist seit 1998 verheiratet, hat einen Sohn und wohnt mit ihrer Familie in Schwarzach.